# جو هايز
جو هايز (بالإنجليزية: Joe Hayes)‏ (20 يناير 1936 في المملكة المتحدة - 4 فبراير 1999 بإنجلترا في المملكة المتحدة) هو لاعب كرة قدم بريطاني في مركز الهجوم. لعب مع مانشستر سيتي ونادي بارنسلي وويغان أتلتيك.

## وصلات خارجية
- جو هايز على موقع قاعدة بيانات كرة القدم.إي يو (الإنجليزية)